# Клетки крови
Кле́тки кро́ви, или кровяны́е кле́тки — клетки, входящие в состав крови и образующиеся в красном костном мозге в ходе гемопоэза. Существует три основных типа клеток крови: эритроциты (красные кровяные клетки), лейкоциты (белые кровяные клетки) и тромбоциты (кровяные пластинки). Численную долю объёма крови, приходящуюся на клетки, называют гематокритом. У женщин его значение в норме составляет 0,37—0,47, у мужчин — 0,4—0,54. Более 99 % гематокрита приходится на эритроциты. Клетки крови выполняют разнообразные функции: переносят кислород и углекислый газ (эритроциты), обеспечивают работу иммунной системы (лейкоциты) и свёртываемость крови (тромбоциты). Иногда эритроциты, тромбоциты и лейкоциты в совокупности называют форменными элементами крови в связи с тем, что тромбоциты представляют собой фрагменты цитоплазмы мегакариоцитов, не имеют собственного ядра и некоторыми учёными не считаются клетками.

## История изучения
В 1658 году голландский натуралист Ян Сваммердам впервые увидел эритроциты в микроскоп, а в 1695 году Антони ван Левенгук зарисовал их, назвав «красными корпускулами». После этого новые виды клеток крови не изучались, и лишь в 1842 году французский врач Альфред Франсуа Донне открыл тромбоциты. В следующем году его соотечественник и коллега Габриэль Андраль описал лейкоциты одновременно и независимо с английским врачом Уильямом Эддисоном. В результате этих открытий зародилась новая область медицины — гематология. Дальнейший прогресс в изучении клеток крови наметился в 1879 году, когда Пауль Эрлих опубликовал свою методику дифференциального окрашивания клеток крови. 

## Виды клеток

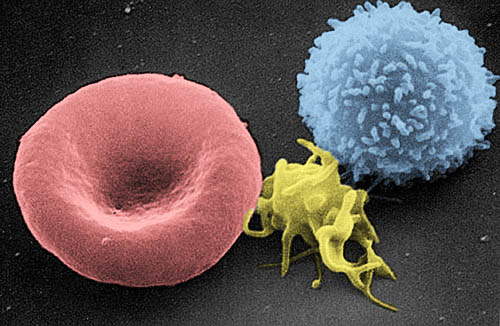
Сканирующая электронная микроскопия клеток крови. Слева направо: эритроцит, тромбоцит, лейкоцит

### Эритроциты
Зрелые эритроциты (нормоциты) представляют собой безъядерные клетки в форме двояковогнутого диска диаметром 7—8 мкм. Эритроциты образуются в красном костном мозге, откуда попадают в кровь в незрелом виде (в виде так называемых ретикулоцитов) и достигают окончательной дифференцировки через 1—2 дня после выхода в кровоток. Продолжительность жизни эритроцита составляет 100—120 суток. Отслужившие и повреждённые эритроциты фагоцитируются макрофагами селезёнки, печени и костного мозга. Образование эритроцитов (эритропоэз) стимулируется эритропоэтином, который образуется в почках при гипоксии.
Важнейшая функция эритроцитов — дыхательная. Они переносят кислород от альвеол лёгких к тканям и углекислый газ от тканей к лёгким. Двояковогнутая форма эритроцита обеспечивает наибольшее отношение площади поверхности к объёму, что обеспечивает его максимальный газообмен с плазмой крови. Белок гемоглобин, содержащий железо, заполняет эритроциты и переносит весь кислород и около 20 % углекислого газа (остальные 80 % транспортируется в виде иона бикарбоната). Кроме того, эритроциты участвуют в свёртывании крови и адсорбируют на своей поверхности токсичные вещества. Они переносят разнообразные ферменты и витамины, аминокислоты и ряд биологически активных веществ. Наконец, на поверхности эритроцитов находятся антигены — групповые признаки крови.

### Лейкоциты
Лейкоциты — ядерные шаровидные клетки. В зависимости от типа гранул в цитоплазме их подразделяют на гранулоциты (нейтрофилы, эозинофилы, базофилы) и агранулоциты (лимфоциты и моноциты). Отличительная черта лейкоцитов — их подвижность, которая обеспечивается сократительными белками актином и миозином. Они могут даже выходить из кровеносных сосудов, проникая между клетками эндотелия. Основная функция лейкоцитов — защитная. Они фагоцитируют микроорганизмы, инородные частицы, продукты распада тканей, синтезируют и инактивируют различные биологически активные вещества, опосредуют реакции гуморального и клеточного иммунитета.
Наиболее многочисленный тип лейкоцитов — нейтрофилы. После выхода из костного мозга они циркулируют в крови всего несколько часов, после чего оседают в различных тканях. Их главная функция — фагоцитоз обломков тканей и опсонизированных микроорганизмов. Таким образом, нейтрофилы, наряду с макрофагами, обеспечивают первичный неспецифический иммунный ответ. 
Эозинофилы в течение нескольких дней после образования остаются в костном мозге, потом на несколько часов выходят в кровоток и далее мигрируют в ткани, контактирующие с внешней средой (слизистые оболочки дыхательных и мочеполовых путей, а также кишечника). Эозинофилы способны к фагоцитозу, задействованы в аллергических, воспалительных и антипаразитарных реакциях. Они также выделяют гистаминазы, инактивирующие гистамин, и блокируют дегрануляцию тучных клеток. 
Базофилы — очень малочисленный тип лейкоцитов (не более 0—1 % общего числа лейкоцитов в крови), в их гранулах содержатся гистамин и гепарин. Они выходят из кровотока в ткани, где участвуют в аллергических реакциях, выделяя гистамин и другие вазоактивные вещества.
Моноциты — самые крупные лейкоциты. После нескольких дней циркуляции в кровотоке они выходят в ткани и превращаются в макрофаги. Макрофаги — фагоцитирующие клетки, они найдены во всех тканях и органах. Они фагоцитируют из крови денатурированные белки, состарившиеся эритроциты, обломки клеток и внеклеточного матрикса. Они также поглощают находящиеся в тканях опсонизированные бактерии и после активации секретируют разнообразные ферменты, транспортные белки, интерлейкины, факторы роста, тромбоксаны, а также лизоцим и эндогенные пирогены.
Лимфоциты подразделяют на T-лимфоциты и B-лимфоциты в зависимости от места их созревания (тимус или красный костный мозг соответственно). Они постоянно поступают в кровь с лимфой из лимфатических узлов. Лимфоциты обеспечивают специфический иммунитет. B-лимфоциты выделяют антитела. T-лимфоциты подразделяются на T-киллеров, обеспечивающих клеточный иммунный ответ, T-хелперов, которые поддерживают пролиферацию и дифференцировку B-лимфоцитов, и T-регуляторные клетки, подавляющие T-клеточный иммунный ответ после устранения угрозы. Выделяют также особую группу лимфоцитов — натуральные киллеры, которые уничтожают раковые клетки, клетки, заражённые вирусами, и чужеродные клетки.

### Тромбоциты
Циркулирующие в крови тромбоциты (две трети всех тромбоцитов, остальные накапливаются в селезёнке) участвуют в свёртывании крови и восстановлении целостности стенки сосуда после повреждения. Они способны слипаться друг с другом и со стенками сосудов, а также секретируют факторы роста, стимулирующие заживление ран. Тромбоциты образуются в костном мозге из мегакариоцитов, которые в определённый момент распадаются на множество кровяных пластинок.

## Образование

Схема гемопоэза

Все кровяные клетки происходят из стволовых кроветворных (гематопоэтических) клеток, находящихся в костном мозге. Сначала они разделяются на популяции предшественников лимфоидных клеток и миелоидных клеток. Предшественники лимфоидных клеток дают начало натуральным киллерам, T-лимфоцитам и B-лимфоцитам. Предшественники миелоидных клеток развиваются в популяции мегакариоцитов (предшественников тромбоцитов), предшественников эритроцитов, тучных клеток и миелобластов. От миелобластов происходят базофилы, нейтрофилы, эозинофилы и моноциты.
Образование эритроцитов (эритропоэз) стимулируется эритропоэтинами при нехватке кислорода в тканях. Содержание лейкоцитов в крови регулируется гормонами тимуса. В печени синтезируется тромбопоэтин, который стимулирует образование мегакариоцитов. Клетки стромы костного мозга и T-лимфоциты вырабатывают интерлейкин 3, который действует на стволовые кроветворные клетки.